# 新桥线路所
新桥线路所是位于四川省遂宁市船山区新桥镇的一个线路所，邮政编码629015。有宁蓉铁路经过该线路所，并设有联络线（遂新联络线）连接遂宁站，隶属成都铁路局。该线路所不对外办理客货运业务。